# Kjell Inge Røkke
Kjell Inge Røkke (Molde, 25 ottobre 1958) è un imprenditore norvegese, azionista di riferimento dell'Aker ASA e, in passato, uno dei proprietari della società calcistica del Wimbledon.

## Carriera
In giovane età, fu un pescatore. Si stabilì poi negli Stati Uniti d'America, prima di tornare in Norvegia nei primi anni novanta, comprando e rimettendo in sesto diverse società. Nel 2008 era considerato il settimo uomo più ricco della Norvegia, con un patrimonio stimato 12.5 miliardi di corone. Røkke e Bjørn Rune Gjelsten furono anche coinvolti nella gestione del Wimbledon e nella controversa ricollocazione della squadra nella città di Milton Keynes, pesantemente criticata dai tifosi.
Nel 2022 ha deciso di lasciare Oslo e di andare a vivere a Lugano.